# Elsinoë pyri
Elsinoë pyri är en svampart som först beskrevs av Woron., och fick sitt nu gällande namn av Jenkins 1932. Elsinoë pyri ingår i släktet Elsinoë och familjen Elsinoaceae.   Inga underarter finns listade i Catalogue of Life.